# Stylidium tenuicarpum
Stylidium tenuicarpum este o specie de plante dicotiledonate din genul Stylidium, familia Stylidiaceae, ordinul Asterales, descrisă de Carlq.. Conform Catalogue of Life specia Stylidium tenuicarpum nu are subspecii cunoscute.